# Église Saint-Jean-Baptiste de Villars-sur-Var
L'église Saint-Jean-Baptiste est une église à Villars-sur-Var dans les Alpes-Maritimes. L'édifice est inscrit au titre des monuments historiques le 8 mars 1983.

## Historique
Une première église a été construite par les templiers qui avaient une commanderie à Villars. L'ordre est chassé de Provence en 1310. Villars devint la possession de la famille Grimaldi à la suite du mariage d'Andaron Grimaldi avec Astruge, héritière de Guillaume Rostragni, seigneur de Beuil, qui avait été égorgé à la suite de ses débauches. Le 2 août 1388, la seigneurie de Villars fut reconnue la possession de Jean et Ludovic Grimaldi, petits-fils d'Andaron, par Amédée VII de Savoie. À la suite de cette donation, Villars devint la résidence principale des barons de Beuil. Après plusieurs épisodes de révoltes et de soumissions, les Grimaldi perdent le comté de Beuil après l'exécution d'Annibal Grimaldi, en 1621.
L’édifice a été terminé vers 1520 dans le style gothique tardif, influencé par le style lombard et celui des églises provençales. Le style de l'église se rapproche de celui de la collégiale de Tende. Le clocher a été déplacé au sud de l'église en 1766 dans le style roman provençal. 
L'église a alors été restaurée avec des fresques en trompe-l'œil et des arabesques de style gothique troubadour en 1891 par le Tessinois Luigi Adami. La décoration en faux appareil a été faite dans les années 1980 sous la direction des architectes des bâtiments de France.

## Décoration
Cette église conserve plusieurs œuvres d'art : 
- polyptyque de l'Annonciation, réalisé autour de 1515, découvert dans la chapelle des Pénitents blancs en 1910. Classé au titre d'objet en 1910[3],
- polyptyque Saint-Jean-Baptiste du maître-autel, attribué à Antoine Ronzen, commandé en 1524 par le baron Honoré Ier de Beuil. Il manque le panneau central et la prédelle représentant des scènes de la vie de saint Jean-Baptiste et qui a été découpée pour permettre l'installation des stalles. Dans le panneau central devait se trouver la statue de saint Jean-Baptiste, remplacée par celle de la Vierge à l'Enfant. Classé au titre d'objet en 1908[4],
- statue de saint Jean-Baptiste réalisée par Mathieu d'Anvers, réalisée en 1524. Classé au titre d'objet en 1957[5],
- au-dessus de l'autel de saint Joseph, tableau de saint Joseph, le patron de la Bonne mort, offert en 1732 après l'arrêt de l'épidémie de 1731 qui avait emporté 66 habitants,
- tableau représentant le martyre de saint Barthélemy, copie d'un tableau de Ribera ou Zurbaran, offert en 1831 par le député Léotardi aux Pénitents de Villars-sur-Var. Classé au titre d'objet en 1964[6],
- statue de sainte Pétronille, datée de 1715,
- sur l'autel de la Vierge, représentations de scènes du Rosaire (XVIIe siècle).

## Orgue
Orgue à cylindre, datant de 1816, réalisé par le facteur d'orgue Antoine Nicolas Lété. En 1819, la commune fait acheter un orgue à cylindre par Maurice Olivari, maréchal des logis chez les carabiniers de Chambéry. Il est transféré le 26 novembre de Savoie à Villars-sur-Var. Le mécanisme a été classé au titre d'objet en 1999.

### Biographie
- Philippe de Beauchamp, L'art religieux dans les Alpes-Maritimes, p. 95, Édisud, Aix-en-Provence, 1983  (ISBN 2-85744-485-0)
- Luc Thévenon, L'art du Moyen Âge dans les Alpes méridionales, p. 51-52, Éditions Serre, Nice, 1983 (ISBN 2-86410-047-9) ; p. 94
- Paul Roque, Les peintres primitifs niçois. Guide illustré, p. 44-45, 90-91, Serre éditeur, Nice, 2006  (ISBN 9782864104582)